# Вест Колл
«ВестКолл» — российская телекоммуникационная компания. Головной офис находится в Москве.  В 2020 году ООО «ВестКолл ЛТД» вошёл в группу компаний Veon (ВымпелКом).
В 2008 образована Группа «ВестКолл». В группу вошли шесть телекоммуникационных компаний: «ВестКолл Москва», «ВестКолл Санкт-Петербург», «ВестКолл Рязань» («ИнтерТелеком»), «ИнфоЦентр» (Сосновый Бор, Ленинградская область), «Аист» (Самара, Тольятти) и «Коламбия-Телеком» (Волгоград).

## Деятельность
Компания «ВестКолл» была учреждена в Москве в августе 1996 года двумя частными компаниями с российским капиталом, в ноябре 1996 года открыт Петербургский филиал. Компания ВестКолл имеет собственную разветвлённую транспортную волоконно-оптическую сеть, построенную на базе оборудования Ericsson, Avaya (Definity), Nec, Harris, Cisco.
Операторы связи, входящие в группу компаний «ВестКолл», предоставляют каналы связи на территории Московской, Ленинградской, Рязанской, Волгоградской, Самарской областей, оказывают услуги местной и внутризоновой телефонии, передачи данных, виртуального и физического хостинга, телематические услуги связи. Кроме того, операторы группы компаний организуют корпоративные международные каналы VPN.

### События
- 1 сентября 2007 «ВестКолл» завершил приобретение домашней сети «ВинЛинк».
- Июль 2007 года  Russia Partners подписали инвестиционное соглашение c компанией "Вестколл" о приобретении существенного пакета акций.
- 8 сентября 2008 «ВестКолл» завершил приобретение домашней сети «Сильвернет».
- В 2011 так же поглотили провайдера Оптиком[2].
- май 2011 Знаковым событием для «ВестКолл Санкт-Петербург» стало заключение контракта с Комитетом по телекоммуникациям и информатизации Ленинградской области на предоставление услуг доступа к информационным ресурсам, услуг передачи данных для органов государственной власти Ленинградской области. Оператор соединил каналами VPN главное здание администрации с территориальными подразделениями в регионах. Цифровая ведомственная сеть передачи данных, построенная для Комитета по телекоммуникациям и информатизации Ленинградской области, предусматривает возможность проведения аудио и видеоконференций, а также предоставление услуг IP-телефонии. Сумма контракта составила 5,5 млн руб.
- 2012 По данным Cnews.ru, группа компаний «ВестКолл» вошла в рейтинг самых быстрорастущих компаний телекоммуникационной отрасли 2012 года, заняв в нём 2 место[3].
- 2013 — запуск третьей очереди Дата-центра ВестКолл. Дата-центр подключен к собственной магистральной сети оптическими каналами связи с пропускной способностью 10 Гбит/с и его площадь теперь составляет более 450 м2.
- 2014 — приобретение двух компаний в сегменте ШПД Diamond Networks и MNS.ru. Удвоение абонентской базы в Санкт-Петербурге.
- по состоянию на 2016 год компания является убыточной[4].
- 2016 — реорганизация ООО «ВестКолл ЛТД», покупка АО «ЭР-Телеком Холдинг» санкт-петербургского филиала, выход московского «ВестКолл» из группы компаний.
- по состоянию на 2018 год компания является прибыльной[5].
- В 2020 году ООО «ВестКолл ЛТД» вошёл в группу компаний Veon (ВымпелКом)[1].

## Финансовые показатели
Совокупный доход в 2008 (МСФО) — более 1,5 млрд руб. (рост на 44 %).